# Emmelia antica
Emmelia antica is een vlinder van de familie van de uilen (Noctuidae). De wetenschappelijke naam van deze soort is voor het eerst voorgesteld als Acontia antica door Francis Walker in een publicatie uit 1862.

## Verspreiding
De soort komt voor in het Afrotropisch gebied waaronder Nigeria, Eritrea, Ethiopië, Somalië, Oeganda, Kenia, Tanzania, Angola, Malawi, Namibië, Botswana, Zuid-Afrika, Madagaskar en Jemen.

## Waardplanten
De rups leeft op soorten van de kaasjeskruidfamilie  (Malvaceae) waaronder Abutilon indicum en Hibiscus calyphyllus.

## Ondersoorten
- Emmelia antica antica (Walker, 1862)
- Emmelia antica subtilis (Hacker, Legrain & Fibiger, 2010) (Madagaskar)